# Capraia e Limite
Capraia e Limite is een gemeente in de Italiaanse provincie Florence (regio Toscane) en telt 6344 inwoners (31-12-2004). De oppervlakte bedraagt 25,0 km², de bevolkingsdichtheid is 254 inwoners per km².

## Demografie
Capraia e Limite telt ongeveer 2419 huishoudens. Het aantal inwoners steeg in de periode 1991-2001 met 15,2% volgens cijfers uit de tienjaarlijkse volkstellingen van ISTAT.
| Jaar | Inwoneraantal |
| ---- | ------------- |
| 1991 | 5137          |
| 2001 | 5920          |

## Geografie
De gemeente ligt op ongeveer 28 m boven zeeniveau.
Capraia e Limite grenst aan de volgende gemeenten: Carmignano (PO), Empoli, Montelupo Fiorentino, Vinci.